# مركز المؤتمرات محمد بن أحمد
مركز المؤتمرات وهران - محمد بن أحمد (بالفرنسية: Centre des Conventions d'Oran - Mohamed Ben Ahmed)‏ هو مجمع متعدد الاستخدامات يتألف من مركز المحاضرات وقصر معارض وفندق 5 نجوم مسيّر من طرف سلسلة «ستاروود العالمية للفنادق والمنتجعات». يتربع على مساحة تفوق 8 هكتارات، ويتواجد في الضاحية الشرقية لمدينة وهران على مسار الطريق الوطني رقم 75 ببلدية بئر الجير.
يعتبر مركز المؤتمرات وهران ملك الشركة الجزائرية البترولية سوناطراك التي ساهمت بقطعة الأرض المملوكة من قبلها وقيمته المالية التي بلغت 400 مليون $، وتم بنائه من طرف شركة أبراسكون هوارتي لين (OHL) الإسبانية لإستقبال فعاليات الطبعة 16 للندوة الدولية حول الغاز الطبيعي المميع "16 L N G" سنة 2010. ومنذ سنة 2011 تم تنظيم تظاهرات اقتصادية كبرى ومواعيد مؤسساتية وصالونات محلية واجتماعات برلمانية ومؤتمرات والعروض الفنية والموسيقية أعطت بعدا دوليا لمدينة وهران.
تصميم مركز المؤتمرات وهران أُسند للفرع الأوروبي لمجموعة روكويل (rockwellgroup) التي أخذت التصميم من جذور تاريخ وثقافة وحيوية مدينة وهران وهو تصميم معاصر ويعتبر من أحسن التصاميم التي تجمع بين الطراز المعماري الجزائري والصبغة الحضارية الأوروبية.

## الوصف

### الموقع
يتربع مركز المؤتمرات على موقع إستراتيجي وسياحي في الجهة الساحلية الشرقية لمدينة وهران الملقبة بالباهية ثاني أكبر المدن في الجزائر، وجاء اختيار مدينة وهران لاحتضان هذا الصرح، لكونها تعتبر المدينة الثانية في الجزائر من حيث الأهمية الاقتصادية والتجارية والثقافية، بعد العاصمة. فضلا عن موقعها الإستراتيجي في الجهة الغربية للبحر المتوسط حيث يفصلها عن مدينة وجدة المغربية حوالي 150 كم وعن مدينة ألميريا الإسبانية حوالي 200 كم، وعن غرب فرنسا حوالي 300 كم وعن جنوب البرتغال حوالي 450 كم. وهو ما يعني أن أوروبا أقرب إلى وهران من باقي الجهات الجزائرية حيث يفصل بين مدينة وهران وأقصى نقطة من التراب الجزائري أكثر من 2000 كيلومترا. يبعد عن مطار وهران الدولي بـ23 كم جنوبا ويمكن الوصول إليه بالسيارة، أما محطة القطار على بعد 15 دقيقة.

### معالم الجذب (اكتشاف وهران)
تعتبر مدينة وهران مدينة تجمع بين ثقافات مختلفة وقد تم بناءها منذ قديم الزمان، لذلك هي تجمع بين التاريخ والحاضر، المعالم التاريخية الموجودة فيها والعريقة والأزقة الضيقة هي عامل من أهم العوامل التي تجعل السياح يتوافدون إليها بالإضافة إلى شواطئها العديدة التي جعلتها تحتل المرتبة الأولى الأكثر زيارة في الصيف في الجزائر.

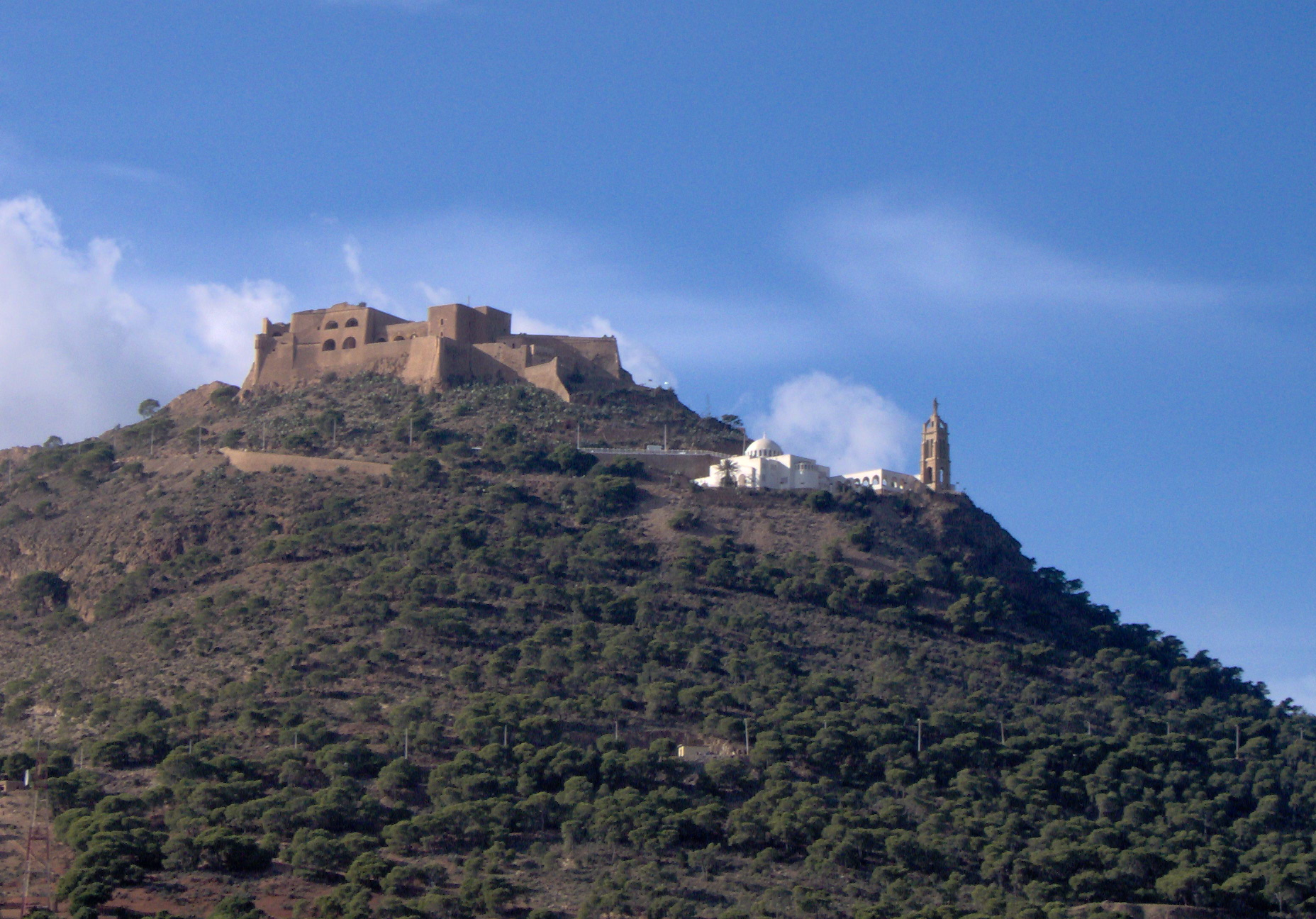
قلعة سانتا كروز

يتيح فندق الميريديان لقاصديه فرصة اكتشاف المناطق السياحية والثقافية لمدينة وهران المعروفة بالباهية، وأبرز هذه المناطق:
مقرات الشركات:
- الحي المالي: 2 كم/1.2 أميال.
- أوريدو الجزائر: 2 كم/1.2 أميال.
- مصنع رونو 30 كم/18.6 ميل.

الثقافة والفنون:
- متحف أحمد زبانة : 2 كم/1.2 أميال.
- قلعة سانتا كروز : 8 كم/5 أميال.

مناطق جذب محلية:
- ساحة أول نوفمبر: 3 كم/1.9 أميال.
- قصر الباي: 5 كم/3.1 أميال.
- الحديقة المتوسطية: 0.1 كم/0 ميل.

سياحة دينية:
- كنيسة سانتا كروز: 8 كم/5 أميال.

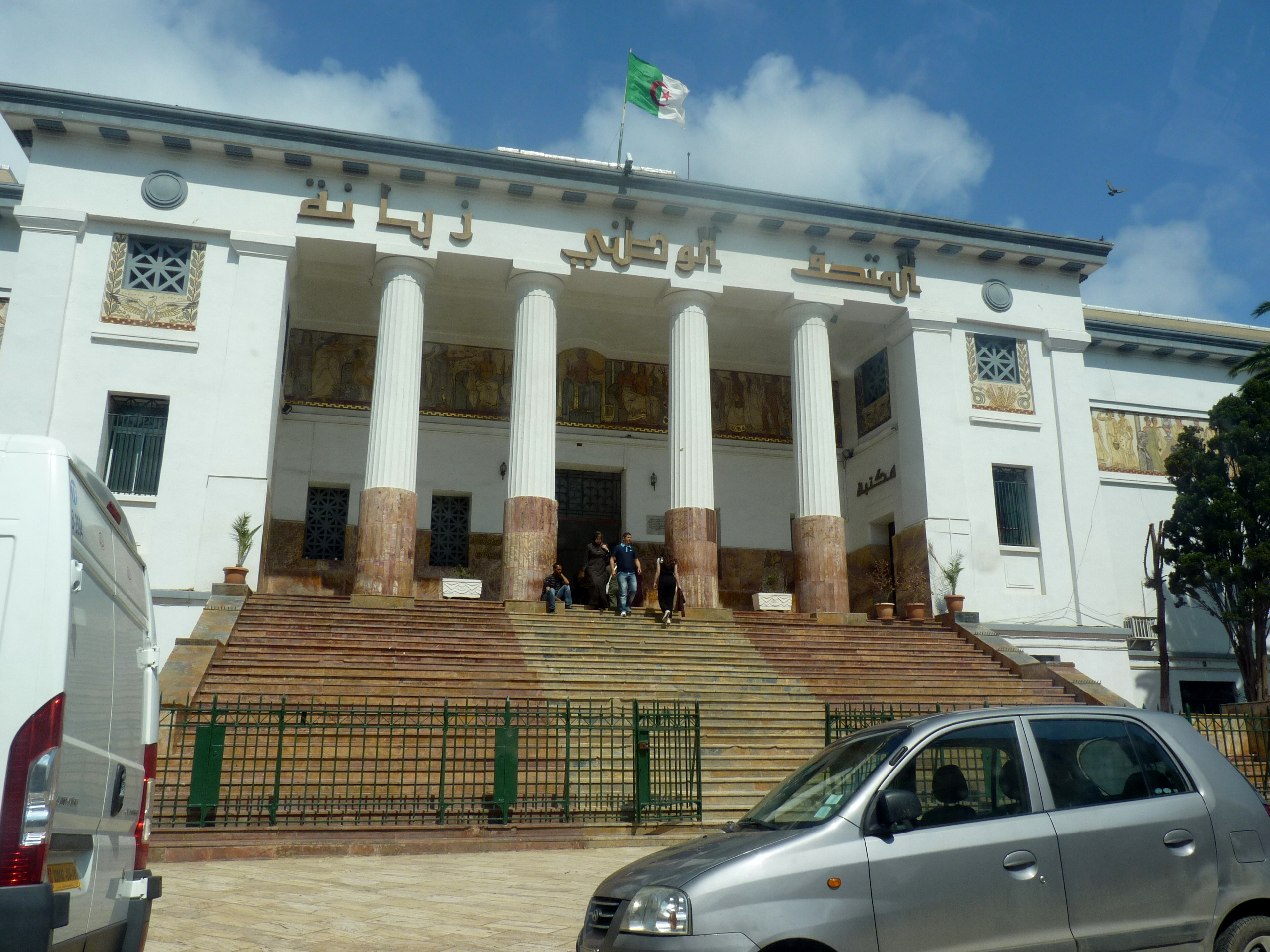
متحف أحمد زبانة

- جامع عبد الحميد بن باديس: 6 كم/3.6 أميال.

### أصحاب المشروع
- المالك: سوناطراك  .
- المصمم (المهندس المعماري): مجموعة روكويل () .
- البناء (الهندسة المدنية): أوبراسكون هارت لين () .
- الزخرفة (الجدارية): شركة سان جينيس ()  ، الفنان توفيق بومهدي .

### الموقع الإلكتروني
للموقع الإلكتروني أهمية بالغة للمركز حيث أنه يمثل حلقة الوصل بينه وبين المؤسسات والشركات وحتى الجمهور، تم إنجازه من طرف شركة سهم لتقنية المعلومات (SAHM Technologies)  التي تعتبر من رواد إنشاء المواقع الإلكترونية في الجزائر

## الهياكل
يتألف مركز المؤتمرات من عدة مبان مرافقة وتكميلية لضم عدة مجموعات وفعاليات، حيث تتشكل من:

### قصر المؤتمرات

قاعة الندوات (Auditorium) - 3000 مقعد.

يشمل مركز المؤتمرات محمد بن أحمد قصرا للمؤتمرات الذي يعد من أكبر المرافق لعقد المؤتمرات في شمال أفريقيا من خلال مساحته التي تبلغ قرابة 9000 م² والتي تتسم بالمرونة لعقد واستضافة المؤتمرات والفعاليات.
يحتوي المبنى الرئيسي على 23 قاعة اجتماعات موزعة على ثلاث طوابق و35 فضاء للاجتماعات المساندة، أبرزها قاعتي وهران للمداولات تتسع كلاهما لـ500 مقعد إضافة إلى قاعة رئاسية للندوات تتسع لـ50 مقعدا زيادة على قاعة أخرى للمأدوبات وحفلات الزفاف تتسع لـ2468 مقعد تطل هي الأخرى على واجهة البحر.
يوفر المبنى أعلى التقنيات الفنية مثل الصوت والصورة وتقنيات الاتصال الحديثة التي تمكن المركز من تلبية جميع أنواع الاستخدامات المطلوبة والمصممة خصيصا لقاء جمع بسيط أو حدث كبير، مثل الاجتماعات البرلمانية والمؤتمرات والعروض الفنية والموسيقية.
قاعة الندوات (Auditorium)
يضم قصر المؤتمرات قاعة للاحتفالات والندوات (Auditorium) فريدة من نوعها ومتعددة الوظائف ومتعدد التكافؤ، تقع في قلب المركز ويمكن الوصول إليها من الساحة عبر البوابات الزجاجية أو من الفندق عبر رواق الطابق الأول.
يمكنها استيعاب 3 آلاف شخص جالس مخصصة لتنظيم المؤتمرات وكذا الحفلات الموسيقية الكبيرة، وهذه القاعة مجهزة بأحدث وأعلى التقنيات الفنية مثل السمعية والبصرية وأجود تقنيات الاتصال الحديثة.
جدارية قصر المؤتمرات
يزين قصر المؤتمرات لوحة خزفية ضخمة رسمت باليد في وقت قياسي جدا لمدة شهرين، من إنتاج شركة سان جينيس الإسبانية بمقرها بمدينة مدريد. تغطي مساحة قدرها 2009 م² وهي الأكبر في العالم، بعلو يبلغ 34.4 م وعرضها 58.4 م.
تتميز الجدارية بلمسة جزائرية تقليدية بحتة، أنشأها الرسام توفبق بومهدي، ابن الخزاف الشهير لمدينة الجزائر العاصمة، محمد بومهدي الذي أسس ورشته عام 1996. حيث يظهر تعلقه بالثقافة المغاربية من خلال الأشكال الزهرية والألوان الخضراء والزرقاء والمستوحاة من خطوط فنية عربية وأندلسية أصيلة ورسومات مرتبطة بالثقافة الجنوب متوسطية.
أرسلت شركة سان جينيس إلى مدينة وهران 52.544 قطعة مكونة للجدارية، ولكن في التجميع النهائي الرقم قد إنخفض إلى حد كبير وقدر بـ51.329 قطعة من 20 × 20 سم. بسبب انكسار بعض القطع أو عدم مقاومتها للعوامل الخارجية مما أدى إلى استبدال 14 قطعة. وتم استخدام السيراميك لتعزيز سلامة القطع ومقاومتها.
فعاليات قصر المؤتمرات
استضاف قصر المؤتمرات العديد من التظاهرات الدولية والوطنية منذ تدشينه سنة 2010، من أبرزها: 
- فعاليات الطبعة 16 للندوة الدولية حول الغاز الطبيعي المميع "16 L N G" سنة 2010.
- الدورة العشرين لمؤتمر مجمع الفقه الإسلامي الدولي سنة 2012.[9][10]
- اجتماع مجموعة العمل الإقليمية حول تعزيز قدرات مكافحة الإرهاب بمنطقة الساحل ضمن المنتدى الشامل لمكافحة الإرهاب سنة 2013.[11]
- الندوة الإفريقية الـ22 لمنظمة الشرطة الجنائية الدولية «انتربول» سنة 2013.[12]
- مهرجان وهران الدولي للفيلم العربي سنة 2013و2014 و2015.
- مسابقة «سيدة الجزائر 2013» - 21 جوان 2013.

احتضنت قاعة الندوات الكبرى العديد من الحقلات الغنائية والموسيقية الوطنية والدولية على مدار السنة، من أبرزها:

الملصق التروبجي لحفلة مغني الراب الفرنسي كريم زنود "لاكريم" بقاعة الاحتفالات الكبرى.

- عرض موسيقي «قهوة باراباس» (Barbés Café) - 25 نوفمبر 2012.[13]
- حفلة موسيقية سعاد ماسي & إيريك فرنانديز - 12 فيفري 2013.
- حفلة موسيقية «مقام» نتاشا أطلس & سمادج - 20 جوان 2013.[14]
- حفلة موسيقية فرقة بابيلون - 19 ديسمبر 2013.
- حفلة موسيقية «لا فوين» - 20 مارس 2014.
- حفلة موسيقية كريستوف ماي - 02 ماي 2014.
- حفلة موسيقية زاهو - 17 جويلية 2014.
- ستاند أب جمال دبوز - 25 أفريل 2015.
- حفلة موسيقية الداودية & الشاب حسام - 2 ماي 2015.
- ستاند أب عبد القادر السيكتور - 10 جويلية 2015.
- حفلة موسيقية كريم زنود «لاكريم» - 29 أكتوبر 2015.
- حفلة موسيقية فرقة بابيلون - 17 ديسمبر 2015.

### قصر المعارض
يشمل مركز المؤتمرات قصرا للمعارض يمتد على مساحة إجمالية تعادل 20.560 م²، وتتشكل من أجنحة عرض معززة بكل الضروريات والملحقات يتقدمها قاعة استقبال بـ1200 م² ومطعمين بسعة 100 مقعد لكل منهما في الطابق الأول وقاعة علاج للإسعافات الأولية والعديد من أماكن التخزين في الطابق السفلي مع رصيف للتحميل مع إمكانية الدخول للشاحنات. كل الأجنحة مجهزة بنظام المراقبة عن بعد وأجهزة الكشف عن الدخان ونظام مكافحة الحريق وتم تصميم المساحات حتى توفر سهولة الوصول للأشخاص ذوي الاحتياجات الخاصة.
يستضيف قصر المعارض كل سنة العديد من الصالونات الوطنية والدولية، منها: 
- المعرض الدولي للشكل والجمال "Jouvençal".
- المعرض الدولي لتكنولوجيا المستقبل "SIFTECH".
- الصالون الدولي للسياحة والأسفار والنقل "SIAHA".[16]
- الصالون الدولي للبناء والتسيير الحضري.
- المعرض الدولي للصناعات الغذائية "SIAG".[17]
- المعرض الدولي للطاقات المتجددة "ERA".
- الصالون الدولي للصيد البحري وتربية المائيات "SIPA".
- الصالون الدولي للسيارات بالغرب.[18]

### فندق الميريديان
فندق ومركز مؤتمرات الميريديان وهران (بالفرنسية: Le Méridien Oran Hotel & Convention Centre)‏ هو فندق 5 نجوم للعلامة التجارية الميريديان، وهو تابع لمجموعة ستاروود العالمية للفنادق والمنتجعات التي تعتبر واحدة من الرواد العالميين في مجال الفندقة والترفيه.
وقعت مؤسسة سوناطراك والشبكة الفندقية الدولية «ستاروود» بالجزائر عقدا يقضي بتسيير فندق مركز الاتفاقيات بوهران باستعمال العلامة التجارية «الميريديان»، وبموجب هذا العقد ستشرف «ستاروود» على تسيير الفندق لمدة 30 سنة، كما حدد العقد أيضا الشروط التي ستمارس فيها سوناطراك حق استعمال العلامة التجارية «الميريديان» لمدة 30 سنة. ويعتبر هذا الفندق الثاني الذي تسيره المجموعة بمدينة وهران المتوسطية بعد فندق شيراطون وهران.
يحتوي الفندق على 254 غرفة و42 جناحا، من بينها جناحين رئاسيين، بتصاميم تُزاوج بين العصرنة والتراث، وتطل غرف النزلاء على البحر والمدينة ويتوفر فيها كل الخدمات العصرية. ويتوفر الفندق على 3 مطاعم فاخرة منها أول مطعم إيطالي أصيل في المدينة وحانة، وعلى حمامي سباحة في الهواء الطلق ومركز اللياقة البدنية والعناية الصحية. كما يتوفر على حمام معدني متكامل الخدمات. هذا الحمام المعدني مجهز بحمام تركي.
عند الوصول يكون في استقبال الضيوف في البهو الرئيسي فوانيس ضخمة وأسقف عالية فضلاً عن أحد الأعمال الفنية المحفزة من تصميم شركة «روكيول جروب أوروبا» يصور جانباً من ساحل مدينة وهران على ألواح معدنية والذي هو إعادة لتفسير مفهوم البهو التقليدي ويخلق مساحة ترحب بالتفاعل الاجتماعي.

### الغرف (chambers)
يتكون الفندق من 254 غرفة و42 جناح، تتوزع على 6 صيغ:
- غرف فاخرة - إطلالة على الجدراية:

عديدة، توفر الراحة المعاصرة والحديثة مع إطلالة على الجدارية الأكبر في العالم التي صممها الفنان الجزائري توفيق بومهدي. تتوفر هذه الغرف على سرير توقيع الميريديان، والوصول إلى المسبح الخارجي ومركز اللياقة البدنية لجميع نزلاء الفندق. تبلغ مساحة الغرفة الواحدة 39 م²، وتحتوي كل غرفة على شرفة ومقاعد الجلوس.
- غرف ممتازة - إطلالة على المدينة والبحر:

زينت هذه الغرف بأسلوب راقي وحديث وتتميز بإطلالة خلابة تطل على البحر الأبيض المتوسط وخليج وهران. تتوفر هذه الغرف على سرير توقيع الميريديان، والوصول إلى المسبح الخارجي ومركز اللياقة البدنية لجميع نزلاء الفندق. تبلغ مساحة الغرفة الواحدة 39 م²، وتحتوي كل غرفة على شرفة ومقاعد الجلوس.
- غرف ملكية - إطلالة على البحر:

زينت هذه الغرف بأسلوب راقي وحديث بإطلالة خلابة تطل على البحر الأبيض المتوسط، وتقع هذه الغرف في الطوابق العليا من الفندق، وإمكانية الوصول إلى الصالة الحصرية الملكية، عروض خاصة لإجراءات تسجيل الدخول + تسجيل الخروج. تبلغ مساحة الغرفة الواحدة 39 م²، وتحتوي كل غرفة على شرفة ومقاعد الجلوس.
- غرف أجنحة (فاخرة-ممتازة) - إطلالة على الجدارية والبحر والمدينة:

زينت هذه الغرف بأسلوب راقي وحديث بإطلالة بانورامية تطل على البحر الأبيض المتوسط وخليج وهران من جهة ومن جهة أخرى على الجدارية، إمكانية الوصول إلى الصالة الحصرية الملكية، عروض خاصة لإجراءات تسجيل الدخول + تسجيل الخروج. تبلغ مساحة الغرفة الواحدة 60-70 م²، وتحتوي كل غرفة على شرفة ومقاعد الجلوس.
- غرف نوم جناح ملكي - إطلالة على البحر:

تقع في الطابق العلوي للفندق، زينت هذه الغرف بأسلوب راقي وحديث بإطلالة بانورامية تطل على البحر الأبيض المتوسط وخليج وهران من جهة ومن جهة أخرى على الجدارية، إمكانية الوصول إلى الصالة الحصرية الملكية، عروض خاصة لإجراءات تسجيل الدخول + تسجيل الخروج. تبلغ مساحة الغرفة 137 م²، ويضم غرفة معيشة مذهلة مع نوافذ بانورامية التي تطل على مناظر خلابة للبحر، بالإضافة إلى غرفة نوم الملكية التي يطل إلى شرفة واسعة ومضيئة تطل على خليج وهران.
- غرفتي جناح رئاسي - إطلالة على البحر:

يوجد جناحين رئاسيين متواجد في الطوابق العليا من الفندق، وهي بلا شك أرقى أماكن الإقامة في الفندق بمساحة تبلغ 225 م² تتوفر على غرفة طعام بنوافد بانورامية على البحر، ومجهزة بحمام وحوض استحمام كبير ودش مطري منفصل وحمام بخار.

### المطاعم (Restauration)
يحتوي فندق الميريديان وهران على 3 مطاعم فاخرة منها أول مطعم إيطالي في المدينة، وبار وقاعة للشاي، تقدم مختلف الأكلات العالمية والمحلية:
| الاسم                               | الصورة | المطبخ | اللباس | الساعات                                                       | البيئة                                                                       |
| ----------------------------------- | ------ | ------ | ------ | ------------------------------------------------------------- | ---------------------------------------------------------------------------- |
| مطعم أحدث وصفة Latest Recipe        |        | دولي   | أنيق   | - من 7:00 حتى 10:30 - من 13:00 حتى 15:00 - من 19:30 حتى 23:30 | خاصية تقديم طبخ تفاعلي مع زبائن الفندق. الطابق الأول مطل على البحر.          |
| مطعم الفافولا (Favola)              |        | إيطالي | أنيق   | - من 19:30 حتى 23:30                                          | رومانسي الطابق الأول مطل على البحر.                                          |
| مقهى خط العرض 35 Latitude 35        |        | دولي   | أنيق   | - من 17:00 حتى 01:00                                          | الطابق الأول مطل على البحر.                                                  |
| غرفة القهوة - الشاي Chaï - Tea Room |        | دولي   | أنيق   | - من 07:00 حتى 22:30                                          | ردهة الاستراحة (المحور).                                                     |
| الاستراحة الملكية Royal Lounge      |        | دولي   | أنيق   | - من 07:00 حتى 22:30                                          | الطابق 17 مطل على البحر. خاص بضيوف المقيمين بالأجنحة الملكية والغرف الملكية. |

### الميزات والأنشطة
مركز اللياقة (Fitness centre): يقع في الطابق 2، وهي مجهزة بأحدث المعدات الرياضية ويقدم نظرة على البحر الأبيض المتوسط.
المنتجع العلاجي (Spa): يقدم للزوار لحظات من الاسترخاء في بيئة عصرية مستوحاة من تقاليد المنتجعات العلاجية الأوروبية، ويضم 8 غرف للعلاج، جاكوزي، حمام تركي، دش مطري وصالونات تصفيف الشعر.
حوض السباحة في الهواء الطلق (Outdoor swimming pool): تقع في الساحة مسبحين إحداهما للكبار والأخرى للصغار ويحتوي كذلك على مقهى المسبح لتذوق بعض المشروبات المختلفة.
متنزه على ساحل المحيط (Oceanfront promenade): يقع في الجهة الشمالية للمركز، سواء للمشي والاسترخاء بعد النشاط اليومي أو ممارسة رياضة العدو، والتنزه على ساحل المحيط يعطي نظرة مختلفة عن منطقة البحر الأبيض المتوسط.

مركز اللياقة
المنتجع العلاجي  (جاكوزي)
حوض السباحة

### برامج الفندق

#### خاصية محور الميريديان (Le Méridien Hub)
هي تجربة تم تطويرها من طرف العلامة الدولية الميريديان، والتي تعيد ترجمة ردهة الفندق التقليدية إلى مكان للتجمع الاجتماعي للمبدعين للتواصل والتحاور وتبادل الآراء ووجهات النظر. وتوفر «الميريديان هب» للضيوف والسكان المحليين على السواء جواً إبداعياً، حيث الأعمال الفنية المعاصرة تغلف وتحيط بالبيئة العامة.

#### ساعة الأرض
يشارك فندق الميريديان وهران كل سنة في برنامج «ساعة الأرض» وهو العمل الذي أعلنته المنظمة العالمية للمحافظة على الطبيعة (WWF). ويتمثل مبدأ هذا البرنامج في قطع الأضواء لمدة 60 دقيقة لتشجيع المحافظة على الكهرباء وبالتالي تقليل انبعاثات غازات الدفيئة ومكافحة ظاهرة الاحتباس الحراري.

## وصلات خارجية
- الموقع الرسمي.
- الموقع الرسمي لفندق الميريديان.
- الصفحة الرسمية - موقع مجموعة ستاروود للفندقة والترفيه.
- الصفحة الرسمية - فايسبوك.
- صفحة الفندق في موقع مجموعة روكويل.
- موقع شركة سان جينيس الإسبانية